# Xiangdong
För andra betydelser, se Xiangdong (olika betydelser).
Xiangdong är ett stadsdistrikt i Pingxiang i Jiangxi-provinsen i södra Kina.